# Ediciones Torremozas
Ediciones Torremozas es una editorial española especializada en la difusión de la literatura escrita por mujeres.

## Historia
La editorial fue fundada por la poetisa y ensayista Luzmaría Jiménez Faro en 1982 en Madrid. Desde un principio el objetivo principal fue la divulgación de la literatura femenina, especialmente en el género poético; a ello se orientó tanto la publicación de trabajos de autoras noveles como el rescate de la obra de numerosas escritoras e intelectuales olvidadas. Era asimismo una respuesta a una necesidad de la época: aunque consolidada la transición a la democracia, las mujeres escritoras encontraban dificultades para publicar en las editoriales. Tras el fallecimiento de Luzmaría Jiménez en 2015, tomó el relevo al frente de la editorial su hija Marta Porpetta Jiménez.

## Catálogo
El casi millar de títulos que Torremozas había editado en su cuadragésimo aniversario  y los que vendrían después se distribuyen en diversas colecciones que abarcan variados géneros (narrativa, teatro, ensayo, biografía, memorias, epistolarios), aunque predominan las colecciones dedicadas a la lírica. En 1982 inauguró el fondo el primer volumen de una serie poética, la Colección Torremozas; se titulaba Poemas (Primera selección de nuevas voces) y reunía composiciones de cuatro poetisas: Lola Deán, Pilar Monzón, Amaranta Ortega y María Carmen Tobajas. Esta voluntad manifiesta desde el primer título de difundir autoras emergentes convivió con la recuperación de figuras consolidadas pero a menudo olvidadas por el mundo editorial, con obras inencontrables por la penuria de reediciones, o directamente marginadas o ignoradas.
En este ámbito cabe destacar la atención al legado literario de Carmen Conde y Gloria Fuertes. Ello no es casual, sino consecuencia lógica de la relación directa de ambas escritoras con Luzmaría Jiménez, que fue designada albacea literaria por Conde y heredera universal de Fuertes. Deben citarse poemarios de autoras clásicas como, Carolina Coronado, Gertrudis Gómez de Avellaneda, Carmen de Burgos; contemporáneas como Ana Rossetti, o Juana Castro, de la Generación del 27 como Josefina de la Torre, Ernestina de Champourcin, también del exilio como temática, como son Carmen Castellote, Aurora Correa o Nuria Parés, la Generación Beat como Diane di Prima o Elise Cowen, traducciones del Inglés como Audre Lorde, Emily Bronte, Emily Dickinson, islandés: Nina Bjork; Portugués: Florbela Espanca; italiano: Antonia Pozzi, Griego clásico como Safo, chino: Li qingzhao o el polaco de Papusza.
A Luzmaría Jiménez se debe además una notable labor de antóloga de la poesía femenina, como acredita la publicación en su sello de sus cuatro volúmenes (1995-2002) de Poetisas Españolas. Antología general (Tomo I. Hasta 1900; II. De 1901 a 1939; III. De 1949 a 1975; IV. De 1976 a 2001).

## Premios
La editorial convoca anualmente tres certámenes literarios:
- Premio Carmen Conde de Poesía escrita por Mujeres, abierto a poetisas de cualquier nacionalidad que escriban en lengua castellana.
- Premio Ana María Matute de Narrativa de Mujeres, que se concede al mejor relato breve presentado.
- Concurso Voces Nuevas de Poesía, en el que pueden participar autoras inéditas con una selección de diez composiciones.